# Tày
Tày (wiet. Người Tày) – mniejszość etniczna w Wietnamie.
Inne nazwy to Thô (nie należy mylić z inną oficjalną grupą etniczną Tho z austroazjatyckiej rodziny Viet-Muong), Thu Lao, T'o, Tai Tho, Ngan, Phen.
Większość ludności Tày mieszka w środkowym i północnym Wietnamie. Według spisu z 1999 populacja Tàyów w Wietnamie liczyła 1 477 514 osób i była jedną z największych grup mniejszościowych.
Posługują się językiem tày, należącym do grupy tajskiej.